# Mackenzie (circonscription britanno-colombienne)
Pour les articles homonymes, voir Mackenzie.
Circonscription électorale provinciale du Canada
Mackenzie est une ancienne circonscription provinciale de la Colombie-Britannique représentée à l'Assemblée législative de la Colombie-Britannique de 1903 à 1991.

## Liste des députés
| Législature                                              | Années    | Député    | Député                | Parti         |
| Mackenzie                                                | Mackenzie | Mackenzie | Mackenzie             | Mackenzie     |
| -------------------------------------------------------- | --------- | --------- | --------------------- | ------------- |
| 16e                                                      | 1924–1928 |           | Michael Manson        | Conservateur  |
| 17e                                                      | 1928–1933 |           | Michael Manson        | Conservateur  |
| 18e                                                      | 1933–1937 |           | Ernest Bakewell       | CCF           |
| 19e                                                      | 1937–1940 |           | John Melvin Bryan Sr. | Libéral       |
| 19e                                                      | 1940-1941 |           | Manfred McGeer        | Libéral       |
| 20e                                                      | 1941–1945 |           | Herbert Gargrave      | CCF           |
| 21e                                                      | 1945–1949 |           | Herbert Gargrave      | CCF           |
| 22e                                                      | 1949–1952 |           | B. Milton MacIntyre   | Coalition     |
| 23e                                                      | 1952–1953 |           | Anthony Gargrave      | CCF           |
| 24e                                                      | 1953–1956 |           | Anthony Gargrave      | CCF           |
| 25e                                                      | 1956–1960 |           | Anthony Gargrave      | CCF           |
| 26e                                                      | 1960–1963 |           | Anthony Gargrave      | Néo-démocrate |
| 27e                                                      | 1963–1966 |           | Anthony Gargrave      | Néo-démocrate |
| 28e                                                      | 1966–1969 |           | Isabel Dawson         | Créditiste    |
| 29e                                                      | 1969–1972 |           | Isabel Dawson         | Créditiste    |
| 30e                                                      | 1972-1975 |           | Don Lockstead         | Néo-démocrate |
| 31e                                                      | 1975–1979 |           | Don Lockstead         | Néo-démocrate |
| 32e                                                      | 1979–1983 |           | Don Lockstead         | Néo-démocrate |
| 33e                                                      | 1983–1986 |           | Don Lockstead         | Néo-démocrate |
| 34e                                                      | 1986–1991 |           | Harold Long           | Créditiste    |
| Circonscription abolie, voir Powell River-Sunshine Coast |           |           |                       |               |